# 2004年の映画
2004年の映画では、2004年（平成16年）の映画分野の動向についてまとめる。
2003年の映画 - 2004年の映画 - 2005年の映画

## できごと

### 世界
- 1月1日 - 韓国、18歳以上向けの日本映画、日本語CD、日本製家庭用ビデオゲームソフトを解禁[1]。
- 2月28日 - ゴールデンラズベリー賞が開催され、ベン・アフレックとジェニファー・ロペス主演の『ジーリ』が最低作品賞を受賞。
- 5月22日 - 第57回カンヌ映画祭で柳楽優弥が 『誰も知らない』（是枝裕和監督）で、同映画祭史上最年少の主演男優賞受賞[2]。
- 8月18日 - 米作曲家エルマー・バーンスタイン死去[2]。
- 9月11日 - 第61回ヴェネツィア国際映画祭で『ハウルの動く城』（宮崎駿監督）が金オゼッラ賞（技術貢献賞）受賞[3]。
- 9月13日 - ソニーがMGMを買収することで両社基本合意[2]。
- 10月20日 - ゴジラ、米カリフォルニアの「ハリウッド・ウォーク・オブ・フェーム」に認定[3]。ハリウッド大通りにゴジラの星型が埋設される[3]。
- 10月22日 - 米リメイク版『THE JUON/呪怨』（清水崇監督）全米公開、同週初登場第1位獲得[3][4]。

### 日本
- 1月
  - 1月1日 - 映画、アニメなどの著作権保護期間を20年延長し、欧米諸国と同じ公表後70年とする改正著作権法施行[1]。
  - 1月9日
    - 角川ホールディングス（角川HD）、ビデオ・DVDなど映像ソフト販売会社角川エンタテインメントを設立[1]。
    - 東映の直営6館（東京・新宿東映、東映パラス1-3、岩手・盛岡東映2館）閉館[1][注 1]。

  - 1月16日 - 大阪・堺東宝、堺シネマ1・2閉館[1]。
  - 1月22日 - 東急レクリエーション、毎月22日を"ふーふの日&カップルデイ"とし、男女2人で2000円の入場料金割引を実施[5]。
- 2月
  - 2月1日 - 大阪難波・東宝南街会館閉鎖[1]。「さよなら南街ラストショー」をもって開場以来50年の歴史に幕[1][6]。映画劇場の南街シネプレックスは新ビル竣工まで休館[1]。
  - 2月28日 - 日劇1-3をはじめ東京・有楽町マリオン映画館6館が、全席指定定員入替制（初回のみ自由席）実施（松竹直営3館は3月6日から）[2]。
- 3月
  - 3月1日 - ムービーテレビジョン、民事再生法適用を申請[2][7]。
  - 3月6日
    - 映画「ドラえもん」シリーズ(通算観客動員数7500万人) 25周年記念、『ドラえもん のび太のワンニャン時空伝』/『Pa-Pa-Pa ザ★ムービー パーマン タコDEポン!アシHAポン!』/『ドラえもんアニバーサリー25』公開、大ヒット[2][8]。
    - 『レジェンド・オブ・メキシコ/デスペラード』（ロバート・ロドリゲス監督）で、一部上映劇場を除き50歳代観客の入場料金を1000円とする「“50歳代カムバック! 映画館”青春キャンペーン」実施[2]。

  - 3月19日 - 東宝、ティ・ジョイ (東映)と初の2社共同事業、広島バルト11開場[2]。
  - 3月29日 - 角川HDと日本ヘラルド映画が映像事業に関して提携[2]。角川HDが、日本ヘラルド映画の第三者割当増資を子会社の角川大映で引受け、子会社化[2]。
- 4月
  - 4月1日 - 角川HD、グループ内映像事業を1社に集約するため、角川大映映画をはじめ関係する子会社を合併、角川映画を新発足[2]。黒井和男が社長就任[2]。
  - 4月10日 - 東宝映像事業部（東宝ビデオ）がDVDレンタルに本格参入[2]。
  - 4月13日 - 漫画家、映画などの製作者、弁護士が連携し、コンテンツ産業の海外展開を支援するエンターテインメント・ロイヤーズ・ネットワーク設立[2]。
  - 4月15日 - 松竹ニューセレクト設立。4月26日、神奈川横浜・マイカル松竹シネマズ本牧の営業権取得[2]。4月30日、「MOVIX本牧」と改称し、新装開場[2]。6月30日、マイカル松竹解散[2]。
  - 4月27日 - 角川HD、ハリウッド大手製作スタジオのドリームワークスと提携を発表（110億円出資、35を越す作品の日本配給権獲得）[2]。
- 5月
  - 5月8日 - 『世界の中心で、愛をさけぶ』（行定勲監督）公開、大ヒット[2][9]。恋愛映画の金字塔となる興行成績でブーム[2]。
  - 5月20日 - 『世界の中心で、愛をさけぶ』の同名原作本が日本国内小説発行部数史上初の300万部の大台を突破し、306万部に到達[2]。
  - 5月27日 - 松竹社長に迫本淳一就任、大谷信義は副会長に就任[2]。
- 6月
  - 6月2日 - 熊本・TOHOシネマズ光の森開場[2]。TOHOシネマズ発足以降グループ系列興行会社では初となる、インターネットチケット販売「vit」、観客サービス「シネマイレージ」、クレジットカード決済、成績集計システムなどヴァージン・シネマズのノウハウを本格導入[10]。以後、グループ興行会社のシネコンにも導入[3]。
- 6月
  - 6月7日 - 東映、サミーが両グループのシネコン事業の提携および新会社シーズ・シネマズ設立を発表[2]。
  - 6月15日 - 経産省が「デジタルシネマ推進フォーラム」立ち上げ[2]。
  - 6月22日 - キャメラマン・篠田昇死去[2]。
- 7月
  - 7月1日 - 映連、全興連、モーション・ピクチャー・アソシエーション（MPA）、外国映画輸入配給協会（外配協）4団体による「映画館へ行こう!」実行委員会が[2][11]、実施期間1年の予定で「夫婦50割引」(夫婦どちらかが50歳以上で同一作品鑑賞の場合、入場料金2人で2000円) キャンペーン開始[2]。
- 9月
  - 9月1日
    - 東宝、東京映画新社を吸収合併[3]。存続会社は東宝、東京映画新社は解散[3]。
    - 角川大映撮影所リニューアルオープン[2]。
    - 関西共栄興行がサティ東宝を吸収合併[3]。存続会社は関西共栄興行、サティ東宝は解散[3]。

  - 9月9日 - 住友商事と角川グループが共同で、ユナイテッド・シネマの50%の株式を取得し、子会社化[2]。
  - 9月11日 - 『スウィングガールズ』（矢口史靖監督）公開、単館拡大興行では興収新記録となるヒット[3][12]。
  - 9月18日 - TOHOシネマズ、東京・ヴァージン・シネマズ六本木ヒルズを「VIRGIN TOHO CINEMAS 六本木ヒルズ」と改称[3]。
  - 9月30日 - 映画製作会社トワーニ解散[3]。
- 10月
  - 10月1日
    - 松竹、アニメ事業本部新設[3]。
    - キネマ旬報映画総合研究所設立[3]。

  - 10月6日 - 東京・有楽町マリオン20周年、マリオン全体では初の試みとなる記念イベント開催（31日まで）[3]。
  - 10月9日 - 東京銀座・渋谷の東映直営劇場4館、「丸の内TOEI①・②」「渋谷TOEI①・②」と改称[3]。
  - 10月30日 - 米俳優トム・クルーズ、東京・日比谷シャンテ合歓の広場に外国人スター初となる手形埋設[3]。
- 11月
  - 11月13日 - 東京渋谷・映画館アミューズCQN開場[3]。
  - 11月16日 - 有線ブロードネットワークスが、ギャガ・コミュニケーションズ（GAGA）の第三者割当による新株式を引き受け、同社の過半数の株式取得[3]。
  - 11月20日 - 『ハウルの動く城』（宮崎駿監督）公開、大ヒット[13][14]。『千と千尋の神隠し』を凌ぐ勢い[13][14]。
  - 11月21日 - 東京調布・角川大映撮影所第3スタジオより出火、全焼[3]。人的被害なし[3]。
  - 11月26日 - 俳優・島田正吾死去[3]。
  - 11月29日 - 東芝が、次世代DVD機器の規格「HD DVD」に対して、米映画スタジオ大手のWB、ニューライン、UNI、PAR4社の支持を取り付けたと発表[3]。
  - 11月30日 - 松竹、『SHINOBI-HEART UNDER BLADE-』（下山天監督）で日本初の個人向け公募映画ファンド受付を開始[3]。
- 12月
  - 12月4日 - 50年目の「ゴジラ」、『ゴジラ FINAL WARS』公開[13][15]。
  - 12月6日 - 女優・山路ふみ子死去[3]。
  - 12月17日 - 有線ブロードネットワークスがGAGAを子会社化[3]。

## 日本の映画興行
- 入場料金（大人）
  - 1,800円[16] - 一般入場料金は13年間据え置かれている[17]。
  - 1,800円（統計局『小売物価統計調査（動向編） 調査結果』[18] 銘柄符号 9341「映画観覧料」）[19]
- 入場者数 1億7009万人[20]
- 興行収入 2109億1400万円[20]

| 配給会社 | 番組数 | 年間興行収入  | 概要                                                                                           |
| 配給会社 | 番組数 | 前年対比      | 概要                                                                                           |
| -------- | ------ | ------------- | ---------------------------------------------------------------------------------------------- |
| 松竹     | 25     | 205億406万円  | 松竹歴代1位の年間興行収入。共同配給の『ロード・オブ・ザ・リング/王の帰還』を計上しているため。 |
| 松竹     | 25     | 221.6%        | 松竹歴代1位の年間興行収入。共同配給の『ロード・オブ・ザ・リング/王の帰還』を計上しているため。 |
| 東宝     | 26     | 542億5622万円 | 東宝歴代2位の年間興行収入                                                                      |
| 東宝     | 26     | 128.6%        | 東宝歴代2位の年間興行収入                                                                      |
| 東映     | 13     | 95億7816万円  |                                                                                                |
| 東映     | 13     | 95.5%         |                                                                                                |

出典:「2004年度 日本映画・外国映画 業界総決算 経営/製作/配給/興行のすべて」『キネマ旬報』2005年（平成17年）2月下旬号、キネマ旬報社、2005年、152 - 153頁。

## 各国ランキング

### 日本興行収入ランキング
| 順位 | 題名                                                                        | 製作国                                    | 配給                 | 興行収入  |
| ---- | --------------------------------------------------------------------------- | ----------------------------------------- | -------------------- | --------- |
| 1    | ラスト サムライ                                                             | アメリカ合衆国の旗                        | ワーナー・ブラザース | 137.0億円 |
| 2    | ハリー・ポッターとアズカバンの囚人                                          | アメリカ合衆国の旗 · イギリスの旗         | ワーナー・ブラザース | 135.0億円 |
| 3    | ファインディング・ニモ                                                      | アメリカ合衆国の旗                        | ブエナ・ビスタ       | 110.0億円 |
| 4    | ロード・オブ・ザ・リング/王の帰還                                           | ニュージーランドの旗 · アメリカ合衆国の旗 | ヘラルド/松竹        | 103.2億円 |
| 5    | 世界の中心で、愛をさけぶ                                                    | 日本の旗                                  | 東宝                 | 085.0億円 |
| 6    | スパイダーマン2                                                             | アメリカ合衆国の旗                        | ソニー               | 067.0億円 |
| 7    | デイ・アフター・トゥモロー                                                  | アメリカ合衆国の旗                        | 20世紀フォックス     | 052.0億円 |
| 8    | いま、会いにゆきます                                                        | 日本の旗                                  | 東宝                 | 048.0億円 |
| 9    | 劇場版ポケットモンスター アドバンスジェネレーション 裂空の訪問者 デオキシス | 日本の旗                                  | 東宝                 | 043.8億円 |
| 10   | トロイ                                                                      | アメリカ合衆国の旗                        | ワーナー・ブラザース | 043.0億円 |

出典:2004年興行収入10億円以上番組 (PDF)  - 日本映画製作者連盟

### 全世界興行収入ランキング
| 順位 | 題名                               | スタジオ              | 興行収入     |
| ---- | ---------------------------------- | --------------------- | ------------ |
| 1    | シュレック2                        | ドリームワークス      | $919,838,758 |
| 2    | ハリー・ポッターとアズカバンの囚人 | ワーナー・ブラザース  | $795,634,069 |
| 3    | スパイダーマン2                    | コロムビア            | $783,766,341 |
| 4    | Mr.インクレディブル                | ディズニー / ピクサー | $631,442,092 |
| 5    | パッション                         | ニューマーケット      | $611,899,420 |
| 6    | デイ・アフター・トゥモロー         | 20世紀FOX             | $544,272,402 |
| 7    | ミート・ザ・ペアレンツ2            | ユニバーサル          | $516,642,939 |
| 8    | トロイ                             | ワーナー・ブラザース  | $497,409,852 |
| 9    | シャーク・テイル                   | ドリームワークス      | $367,275,019 |
| 10   | オーシャンズ12                     | ワーナー・ブラザース  | $362,744,280 |

出典:“2004 Worldwide Box Office Results”.  Box Office Mojo. 2015年12月27日閲覧。

### 北米興行収入ランキング
| 順位                                                                                          | 題名                               | スタジオ                     | 興行収入     |
| --------------------------------------------------------------------------------------------- | ---------------------------------- | ---------------------------- | ------------ |
| 1                                                                                             | シュレック2                        | ドリームワークス             | $441,226,247 |
| 2                                                                                             | スパイダーマン2                    | コロンビア ピクチャーズ      | $373,585,825 |
| 3                                                                                             | パッション                         | ニューマーケット・フィルムズ | $370,274,604 |
| 4                                                                                             | ミート・ザ・ペアレンツ2            | ユニバーサル・スタジオ       | $279,261,160 |
| 5                                                                                             | Mr.インクレディブル                | ブエナ・ビスタ               | $261,441,092 |
| 6                                                                                             | ハリー・ポッターとアズカバンの囚人 | ワーナー・ブラザース         | $249,541,069 |
| 7                                                                                             | デイ・アフター・トゥモロー         | 20世紀FOX                    | $186,740,799 |
| 8                                                                                             | ボーン・スプレマシー               | ユニバーサル・スタジオ       | $176,241,941 |
| 9                                                                                             | ナショナル・トレジャー             | ブエナ・ビスタ               | $173,008,894 |
| 10                                                                                            | ポーラー・エクスプレス             | ワーナー・ブラザース         | $162,775,358 |
| ※『ポーラー・エクスプレス』のIMAXなどでのリバイバル公開分を含む最終興行収入は、$183,373,735。 |                                    |                              |              |

出典:“2004 Domestic Yearly Box Office Results”.  Box Office Mojo. 2016年1月9日閲覧。

### イギリス興行収入ランキング
1. シュレック2
2. ハリー・ポッターとアズカバンの囚人
3. ブリジット・ジョーンズの日記 きれそうなわたしの12か月
4. Mr.インクレディブル
5. スパイダーマン2
6. デイ・アフター・トゥモロー
7. シャーク・テイル
8. アイ,ロボット
9. トロイ
10. スクービー・ドゥー2 モンスターパニック

出典:“2004 United Kingdom Yearly Box Office Results”.  Box Office Mojo. 2016年1月10日閲覧。

### オーストラリア興行収入ランキング
1. シュレック2
2. ミート・ザ・ペアレンツ2
3. ハリー・ポッターとアズカバンの囚人
4. Mr.インクレディブル
5. スパイダーマン2
6. トロイ
7. ブリジット・ジョーンズの日記 きれそうなわたしの12か月
8. デイ・アフター・トゥモロー
9. オーシャンズ12
10. 恋愛適齢期

出典:“2004 Australia Yearly Box Office Results”.  Box Office Mojo. 2016年1月11日閲覧。

### フランス興行収入ランキング
| 順位 | 題名                                         | 配給                 | 興行収入    |
| ---- | -------------------------------------------- | -------------------- | ----------- |
| 1    | ホーム・オン・ザ・レンジ にぎやか農場を救え! | ブエナ・ビスタ       | $53,790,055 |
| 2    | シュレック2                                  | UIP                  | $50,966,511 |
| 3    | コーラス                                     | Pathé                | $48,765,590 |
| 4    | ハリー・ポッターとアズカバンの囚人           | ワーナー・ブラザース | $46,969,203 |
| 5    | Mr.インクレディブル                          | BVI                  | $40,313,982 |
| 6    | スパイダーマン2                              | ソニー               | $40,240,290 |
| 7    | ロング・エンゲージメント                     | ゴーモン             | $31,380,114 |
| 8    | 表彰台                                       |                      | $24,511,116 |
| 9    | ブラザー・ベア                               | ブエナ・ビスタ       | $24,240,164 |
| 10   | シャーク・テイル                             | UIP                  | $22,215,827 |

出典:“2004 France Yearly Box Office Results”.  Box Office Mojo. 2015年12月27日閲覧。

### ドイツ興行収入ランキング
| 順位 | 題名                                                                       | 配給                 | 興行収入    |
| ---- | -------------------------------------------------------------------------- | -------------------- | ----------- |
| 1.   | (T)Raumschiff Surprise – Periode 1 (de:(T)Raumschiff Surprise – Periode 1) | Constantin           | $62,059,389 |
| 2.   | ハリー・ポッターとアズカバンの囚人                                         | ワーナー・ブラザース | $48,684,339 |
| 3.   | 7 Zwerge – Männer allein im Wald (de:7 Zwerge – Männer allein im Wald)     | UIP                  | $48,064,132 |
| 4.   | ヒトラー 〜最期の12日間〜                                                  | Constantin           | $39,061,389 |
| 5.   | トロイ                                                                     | ワーナー・ブラザース | $35,184,418 |
| 6    | シュレック2                                                                | UIP                  | $33,988,792 |
| 7    | デイ・アフター・トゥモロー                                                 | 20世紀FOX            | $31,370,281 |
| 8    | スパイダーマン2                                                            | コロンビア           | $24,265,440 |
| 9    | Mr.インクレディブル                                                        | ブエナ・ビスタ       | $24,221,919 |
| 10   | オーシャンズ12                                                             | ワーナー・ブラザーズ | $23,070,002 |

出典：“2004 Germany Yearly Box Office Results”.  Box Office Mojo. 2015年12月27日閲覧。

## 日本公開映画
2004年の日本公開映画を参照。

## 受賞
- 第77回アカデミー賞
  - 作品賞 - 『ミリオンダラー・ベイビー』
  - 監督賞 - クリント・イーストウッド（『ミリオンダラー・ベイビー』）
  - 主演男優賞 - ジェイミー・フォックス（『Ray/レイ』）
  - 主演女優賞 - ヒラリー・スワンク（『ミリオンダラー・ベイビー』）
  - 視覚効果賞:『スパイダーマン2』- ジョン・ダイクストラ、アンソニー・ラモリナーラ、スコット・ストックダイク、ジョン・フレイザー

- 第62回ゴールデングローブ賞
  - 作品賞 (ドラマ部門) - 『アビエイター』
  - 主演女優賞 (ドラマ部門) - ヒラリー・スワンク（『ミリオンダラー・ベイビー』）
  - 主演男優賞 (ドラマ部門) - レオナルド・ディカプリオ（『アビエイター』）
  - 作品賞 (ミュージカル・コメディ部門) - 『サイドウェイ』
  - 主演女優賞 (ミュージカル・コメディ部門) - アネット・ベニング（『ビーイング・ジュリア』）
  - 主演男優賞 (ミュージカル・コメディ部門) - ジェイミー・フォックス（『レイ』）
  - 外国語映画賞 - 『海を飛ぶ夢』 アレハンドロ・アメナバル
  - 助演女優賞 - ナタリー・ポートマン（『クローサー』）
  - 助演男優賞 - クライヴ・オーウェン（『クローサー』）
  - 監督賞 - クリント・イーストウッド（『ミリオンダラー・ベイビー』）
  - 脚本賞 - アレクサンダー・ペイン、ジム・テイラー（『サイドウェイ』）

- 第70回ニューヨーク映画批評家協会賞 - 『サイドウェイ』

- 第57回カンヌ国際映画祭
  - パルム・ドール - 『華氏911』（マイケル・ムーア）
  - 審査員特別グランプリ 『オールド・ボーイ』（パク・チャヌク）
  - 審査員賞 イルマ・P・ホール（『レディ・キラーズ』）、『トロピカル・マラディ』
  - 男優賞 - 柳楽優弥（『誰も知らない』）
  - 女優賞 - マギー・チャン（"Clean"）
  - 監督賞 - トニー・ガトリフ（『愛より強い旅』）
  - 脚本賞 アニエス・ジャウィ、ジャン＝ピエール・バクリ（『みんな誰かの愛しい人』）

- 第61回ヴェネツィア国際映画祭
  - 金獅子賞 - 『ヴェラ・ドレイク』 （マイク・リー）
  - 審査員特別賞 - 『海を飛ぶ夢』(アレハンドロ・アメナバル)
  - 監督賞 - 『うつせみ』 (キム・ギドク)
  - 男優賞 - ハビエル・バルデム 『海を飛ぶ夢』
  - 女優賞 - イメルダ・スタウントン 『ヴェラ・ドレイク』

- 第54回ベルリン国際映画祭
  - 金熊賞 - 『愛より強く』（ファティ・アーキン）
  - 銀熊賞 - 『僕と未来とブエノスアイレス』（ダニエル・ブルマン）
  - 銀熊賞(監督賞) - キム・ギドク 『サマリア』
  - 銀熊賞(男優賞) - ダニエル・エンドレール『僕と未来とブエノスアイレス』
  - 銀熊賞(女優賞) - カタリーナ・サンディノ・モレノ『そして、ひと粒のひかり』、シャーリーズ・セロン『モンスター』

- 第28回日本アカデミー賞
  - 最優秀作品賞 - 『半落ち』
  - 最優秀監督賞 - 崔洋一
  - 最優秀脚本賞 - 矢口史靖
  - 最優秀主演男優賞 - 寺尾聰（『半落ち』）
  - 最優秀主演女優賞 - 鈴木京香（『血と骨』）
  - 最優秀助演男優賞 - オダギリジョー（『血と骨』）
  - 最優秀助演女優賞 - 長澤まさみ（『世界の中心で、愛をさけぶ』）

- 第47回ブルーリボン賞
  - 作品賞 - 『誰も知らない』
  - 主演男優賞 - 寺尾聰（『半落ち』）
  - 主演女優賞 - 宮沢りえ（『父と暮せば』）
  - 新人賞 - 土屋アンナ（『下妻物語』『茶の味』）、森山未來（『世界の中心で、愛をさけぶ』）
  - 監督賞 - 是枝裕和（『誰も知らない』）

- 第78回キネマ旬報ベスト・テン
  - 外国映画第1位 - 『ミスティック・リバー』
  - 日本映画第1位 -  『誰も知らない』

- 第59回毎日映画コンクール
  - 日本映画大賞 -『血と骨』

## 死去
| 日付 | 日付 | 名前                         | 国籍                            | 年齢 | 職業                                             |
| 1月  | 1日  | 玉川伊佐男                   | 日本の旗                        | 81   | 俳優                                             |
| 1月  | 4日  | ブライアン・ギブソン         | イギリスの旗                    | 59   | 映画監督                                         |
| 1月  | 7日  | イングリッド・チューリン     | スウェーデンの旗                | 77   | 女優                                             |
| 1月  | 17日 | ノーブル・ウィリンガム       | アメリカ合衆国の旗              | 72   | 俳優                                             |
| 1月  | 17日 | レイ・スターク               | アメリカ合衆国の旗              | 88   | 映画プロデューサー                               |
| 1月  | 22日 | アン・ミラー                 | アメリカ合衆国の旗              | 80   | 女優・ダンサー                                   |
| 1月  | 24日 | 青木富夫                     | 日本の旗                        | 80   | 俳優                                             |
| 1月  | 29日 | O・W・フィッシャー           | オーストリアの旗                | 88   | 俳優                                             |
| 2月  | 4日  | 手塚しげお                   | 日本の旗                        | 62   | 俳優・歌手                                       |
| 2月  | 6日  | ジョン・ヘンチ               | アメリカ合衆国の旗              | 95   | 美術監督                                         |
| 2月  | 10日 | 小原宏裕                     | 日本の旗                        | 68   | 映画監督                                         |
| 2月  | 11日 | 高木均                       | 日本の旗                        | 78   | 俳優・声優                                       |
| 2月  | 15日 | 根本嘉也                     | 日本の旗                        | 78   | 俳優・声優                                       |
| 2月  | 18日 | ジャン・ルーシュ             | フランスの旗                    | 86   | ドキュメンタリー映画監督・人類学者               |
| 2月  | 24日 | ジョン・ランドルフ           | アメリカ合衆国の旗              | 88   | 俳優                                             |
| 3月  | 2日  | マーセデス・マッケンブリッジ | アメリカ合衆国の旗              | 87   | 女優                                             |
| 3月  | 6日  | フランシス・ディー           | アメリカ合衆国の旗              | 94   | 女優                                             |
| 3月  | 7日  | ポール・ウィンフィールド     | アメリカ合衆国の旗              | 64   | 俳優                                             |
| 3月  | 8日  | ロバート・パストレリ         | アメリカ合衆国の旗              | 49   | 俳優                                             |
| 3月  | 14日 | ルネ・ラルー                 | フランスの旗                    | 74   | アニメーション作家・映画監督                     |
| 3月  | 15日 | 神山卓三                     | 日本の旗                        | 72   | 声優                                             |
| 3月  | 20日 | いかりや長介                 | 日本の旗                        | 72   | コメディアン・俳優                               |
| 3月  | 24日 | 三ツ矢歌子                   | 日本の旗                        | 67   | 女優                                             |
| 3月  | 25日 | 下川辰平                     | 日本の旗                        | 75   | 俳優                                             |
| 3月  | 26日 | ジャン・スターリング         | アメリカ合衆国の旗              | 82   | 女優                                             |
| 3月  | 28日 | ピーター・ユスティノフ       | イギリスの旗                    | 82   | 俳優・脚本家                                     |
| 3月  | 28日 | うしおそうじ                 | 日本の旗                        | 82   | 漫画家・アニメプロデューサー・特撮プロデューサー |
| 4月  | 1日  | 中谷一郎                     | 日本の旗                        | 73   | 俳優                                             |
| 4月  | 1日  | キャリー・スノッドグレス     | アメリカ合衆国の旗              | 58   | 女優                                             |
| 4月  | 7日  | 芦屋雁之助                   | 日本の旗                        | 72   | 俳優                                             |
| 4月  | 11日 | 斎藤高順                     | 日本の旗                        | 79   | 作曲家・元警視庁音楽隊長                         |
| 4月  | 14日 | 牧港篤三                     | 日本の旗                        | 91   | 沖縄戦記録フィルム1フィート運動の会代表          |
| 5月  | 15日 | 三橋達也                     | 日本の旗                        | 80   | 俳優                                             |
| 5月  | 16日 | 南とめ                       | 日本の旗                        | 93   | 映画編集者                                       |
| 6月  | 4日  | ニーノ・マンフレディ         | イタリアの旗                    | 83   | 俳優                                             |
| 6月  | 5日  | ロナルド・レーガン           | アメリカ合衆国の旗              | 93   | 俳優・第40代米大統領                             |
| 6月  | 9日  | 滝口康彦                     | 日本の旗                        | 90   | 作家                                             |
| 6月  | 14日 | 湯浅憲明                     | 日本の旗                        | 70   | 映画監督                                         |
| 6月  | 22日 | 篠田昇                       | 日本の旗                        | 52   | 撮影監督                                         |
| 6月  | 28日 | 野沢尚                       | 日本の旗                        | 44   | 脚本家・小説家                                   |
| 7月  | 1日  | マーロン・ブランド           | アメリカ合衆国の旗              | 80   | 俳優                                             |
| 7月  | 8日  | ジャン・ルフェーブル         | フランスの旗                    | 84   | 俳優                                             |
| 7月  | 9日  | カルロ・ディ・パルマ         | イタリアの旗                    | 79   | 撮影監督                                         |
| 7月  | 17日 | パット・ローチ               | イギリスの旗                    | 67   | プロレスラー・俳優                               |
| 7月  | 21日 | ジェリー・ゴールドスミス     | アメリカ合衆国の旗              | 75   | 作曲家                                           |
| 7月  | 22日 | セルジュ・レジアニ           | フランスの旗                    | 82   | 俳優                                             |
| 7月  | 23日 | ピエロ・ピッチオーニ         | イタリアの旗                    | 82   | 作曲家                                           |
| 7月  | 25日 | 下條正巳                     | 日本の旗                        | 88   | 俳優                                             |
| 7月  | 28日 | ジャクソン・ベック           | アメリカ合衆国の旗              | 92   | 声優                                             |
| 7月  | 31日 | ラウラ・ベッティ             | イタリアの旗                    | 70   | 女優                                             |
| 7月  | 31日 | ヴァージニア・グレイ         | アメリカ合衆国の旗              | 87   | 女優                                             |
| 8月  | 4日  | 渡辺文雄                     | 日本の旗                        | 74   | 俳優                                             |
| 8月  | 6日  | ジョゼフ＝マリー・ロ・デュカ | イタリアの旗                    | 74   | 著述家、『カイエ・デュ・シネマ』の設立者のひとり |
| 8月  | 8日  | フェイ・レイ                 | カナダの旗 · アメリカ合衆国の旗 | 96   | 女優                                             |
| 8月  | 9日  | デイヴィッド・ラクシン       | アメリカ合衆国の旗              | 92   | 作曲家                                           |
| 8月  | 13日 | 池野成                       | 日本の旗                        | 73   | 作曲家                                           |
| 8月  | 18日 | エルマー・バーンスタイン     | アメリカ合衆国の旗              | 82   | 作曲家                                           |
| 8月  | 22日 | ダニエル・ペトリ             | カナダの旗 · アメリカ合衆国の旗 | 83   | 映画監督                                         |
| 8月  | 22日 | 江角英明                     | 日本の旗                        | 68   | 俳優                                             |
| 9月  | 8日  | フランク・トーマス           | アメリカ合衆国の旗              | 91   | アニメーター                                     |
| 9月  | 8日  | 水上勉                       | 日本の旗                        | 85   | 作家                                             |
| 9月  | 18日 | ラス・メイヤー               | アメリカ合衆国の旗              | 82   | 映画監督                                         |
| 10月 | 3日  | ジャネット・リー             | アメリカ合衆国の旗              | 77   | 女優                                             |
| 10月 | 10日 | クリストファー・リーヴ       | アメリカ合衆国の旗              | 52   | 俳優                                             |
| 10月 | 30日 | 南條範夫                     | 日本の旗                        | 95   | 作家・経済学者                                   |
| 11月 | 2日  | テオ・ファン・ゴッホ         | オランダの旗                    | 47   | 映画監督                                         |
| 11月 | 11日 | 荻島眞一                     | 日本の旗                        | 58   | 俳優                                             |
| 11月 | 13日 | カルロ・ルスティケッリ       | イタリアの旗                    | 87   | 作曲家                                           |
| 11月 | 18日 | 市川春代                     | 日本の旗                        | 91   | 女優                                             |
| 11月 | 26日 | 島田正吾                     | 日本の旗                        | 98   | 俳優                                             |
| 11月 | 26日 | フィリップ・ド・ブロカ       | フランスの旗                    | 71   | 映画監督                                         |
| 11月 | 29日 | ジョン・ドリュー・バリモア   | アメリカ合衆国の旗              | 72   | 俳優                                             |
| 12月 | 6日  | 山路ふみ子                   | 日本の旗                        | 92   | 女優                                             |
| 12月 | 14日 | フェルナンド・ポー・ジュニア | フィリピンの旗                  | 65   | 俳優                                             |
| 12月 | 28日 | ジェリー・オーバック         | アメリカ合衆国の旗              | 69   | 俳優                                             |

主な出典:「2004年 映画界物故人」『キネマ旬報』2005年（平成17年）2月下旬号、キネマ旬報社、2005年、190 - 191頁。